# Теорія інформаційної асиметрії в загальній теорії організацій
Теорія інформаційної асиметрії — теорія, яку розробили американські вчені Джордж А. Акерлоф, Майкл Спенс й Джозеф Стігліц у рамках інформаційної економіки на основі аналізу ринків та управління фінансами корпорацій. ЇЇ суть полягає в тому, що нерідко учасники економічних процесів і володіють нееквівалентною кількістю інформації про товар або послуги, котрі є об'єктом інтеракцій. Це означає, що дані суб'єкти економічної взаємодії мають інформаційну перевагу над іншими.
Сама по собі «асиметричність інформації» — ситуація, коли одна із сторін ринкового обміну має менший обсяг необхідної інформації для прийняття оптимального рішення, ніж інша, її у сучасній науковій літературі вважають неминучою. Асиметрична поінформованість економічних агентів спостерігається на різних видах ринків, вона присутня й у відносинах між господарюючими суб'єктами, домогосподарствами та органами державної влади.

## Історія створення
Вплив асиметричной інформації на якість товару й на ціну помітив ще в 1970 р. американський економіст Джорж А. Акерлоф і відобразив це у статті «Ринок лимонів». Дана робота доводила, що дефіцит інформації про якість товару, що реалізується, приводить до істотного падіння цін на цей товар. У тому випадку якщо покупець не володіє повною інформацією про якість, вона починає визначатися як певна усереднена величина, що сприймається як деяка константа. Усе, що вище від цієї константи, оцінюється як більш якісний товар і коштує набагато дорожче.
Дж. Акерлофом уперше в економічній літературі було встановлено, що брак інформації на ринку призводить до неспроможності саморегулювання ринку за допомогою лише двох рушійних сил — попиту та пропозиції. Явище, що було описано у вищезгаданій статті, коли покупець купує більш неякісний автомобіль, тому що не володіє повною інформацією про цей товар, отримало назву несприятливого відбору.
Американський економіст М. Спенс показав, яким чином більш проінформовані учасники ринку своєю поведінкою сприяють поширенню інформації про ринкову ситуацію і як працює механізм, коли учасник ринку, краще інформований, ніж інші, робить спроби просунути на ринок свій товар, передаючи інформацію про нього тим, хто інформований гірше. Вчений задавався питанням: яким чином учасники ринку, інформовані краще, ніж інші, могли б передавати відповідну інформацію так, щоб уникнути ситуації зворотної селекції. Для цього необхідні особливі учасники ринку, які б вживали заходів, пов'язаних з інформуванням інших суб'єктів ринку про свої можливості, а також про цінність та якість своїх продуктів і послуг.
У 2001 році Джорджу А. Акерлофу, Майклу Спенсу й Джозефу Е. Стігліцу була присуджена Нобелівська премія за дослідження ринків в умовах інформації.

## Теорія інформаційної асиметрії в економіці
Теорія інформаційної асиметрії стала одним з основних напрямків в аналізі економіки та фінансів. На думку Дж. Стігліца, її призначення та формалізація породжують нову парадигму в економічній науці. В парадигмі розвивається новий напрям інформаційної економіки — теорія асиметричної інформації, який заперечує основні принципи неокласичної теорії функціонування ринкової економіки.
- По-перше, неокласична теорія доводить, що ринок працює в умовах досконалої інформації, за якої всі учасники ринку отримують повну й достовірну інформацію.
- По-друге, інформація відображається у єдиній рівноважній ціні товару.
- По-третє, ринковий механізм регулювання забезпечує загальну рівновагу в економіці.

## Теорія інформаційної асиметрії в теорії організації
В рамках сучасних процесів інформатизації, коли інформація стає найбільшою цінністю, теорія інформаційної асиметрії, все частіше застосовується як одна з парадигм теорії організації. Класична теорія організації базувалась на тому, що рівень доступу до інформації відносно однаковий для всіх учасників організаційних відносин, величина та розподіл прибутків є прозорими, а цілі і мета діяльності організації є загальними. Теорія асиметричної інформації доводить, що інформація, котрою володіють суб'єкти організаційних відносин деформована: менеджери корпорації більш інформовані, ніж гіпотетичні інвестори і рядові працівники, топ-менеджери, в свою чергу більш інформовані ніж менеджери, а акціонери та діючі інвестори можуть бачити цілі організації виходячи з особистих інтересів. При цьому зазначається, що всі агенти організаційних відносин можуть свідомо, задля власної вигоди, або на користь фірми, приховувати певну інформацію.
Важливою проблемою в теорії організації при асиметричному розподілі інформації є питання корпоративного управління. В теорії досконалої інформації проблемам управління економікою та фінансів приділяється недостатньо уваги. Головна мета фірми визначається як максимізація прибутків і мінімізації витрат. Цю мету повинні переслідувати всі члени організації, проте на практиці ситуація виглядає дещо по-іншому. Менеджери організації можуть ставити перед собою цілі відмінні від загальноорганізційних. Вагомою позицією є визначення повноважень менеджера. Розподіл права власності та права на управління цією власністю зобов' язує менеджера приймати рішення в інтересах власників, тобто акціонерів. На практиці ж можуть з'являютися проблеми у відносинах між акціонерами та менеджерами, які виникають внаслідок асиметрії інформації. Менеджери можуть діяти у власних інтересах, маніпулюючи звітністю, завищуючи розміри прибутку, застосовуючи інші протиправні засоби для збільшення власних прибутків, просування кар'єрною драбиною тощо.
Інформаційна асиметрія в організації є вагомими чинником формування її структури. Вона обмежує можливості для децентралізації, делегування повноважень, формування стосунків між учасниками трудового процесу на основі довіри і рівного розподілу відповідальності. Розглядаючи ці проблеми Дж. Стігліц запропоновані нові схеми побудови організаційних взаємовідносин. Він висунув гіпотезу, що за цілого ряду обставин, особливо за умови дефіциту перспективних проектів, децентралізована, поліцентричність структура має явні переваги. Децентралізація в організації деякою мірою вирішує проблему інформаційної асиметрії, адже за відсутності єдиного авторитарного центру прийняття всіх рішень, монополізація доступу до інформації стає проблематичною.